# Белый зал Зимнего дворца
Белый зал
Бе́лый за́л — зал в юго-западной части Зимнего дворца в Санкт-Петербурге, окнами выходящий на Дворцовую площадь.

## История
Белый зал создан по проекту А. П. Брюллова в конце 1839 года на месте трёх гостиных. Как и рядом расположенная Золотая гостиная является репрезентативной частью приготовленных к свадьбе наследника апартаментов. Грандиозный по размерам двусветный парадный зал использовался для торжеств. Описывая брату свои покои в Зимнем дворце Мария Александровна сообщает: «Последним идёт большой белый бальный зал».

## Архитектура
Двусветный зал перекрыт цилиндрическим сводом с распалубками. Арочным окнам второго яруса вторят плоские ниши расположенной напротив продольной стены. Широкая полоса антаблемента четко отделяет плоскость стен от сводчатого перекрытия. Пространство зала делится на три неравные части выступающими из стен пилонами, на которые опираются подпружные арки. Пилоны обработаны парными пилястрами коринфского ордера. Плоскость стены между пилонами, в свою очередь, также делится на три части коринфского ордера колоннами, увенчанными скульптурой. Стены крайних компартиментов расчленены меньшими пилястрами, украшенными лепным орнаментом; над ними проходит широкая лента барельефа. По замечанию императора в торцовой стене решено было отказаться от декорирования проёмов портиками с колоннами и треугольным фронтоном, как это предполагал сделать А. П. Брюллов. 

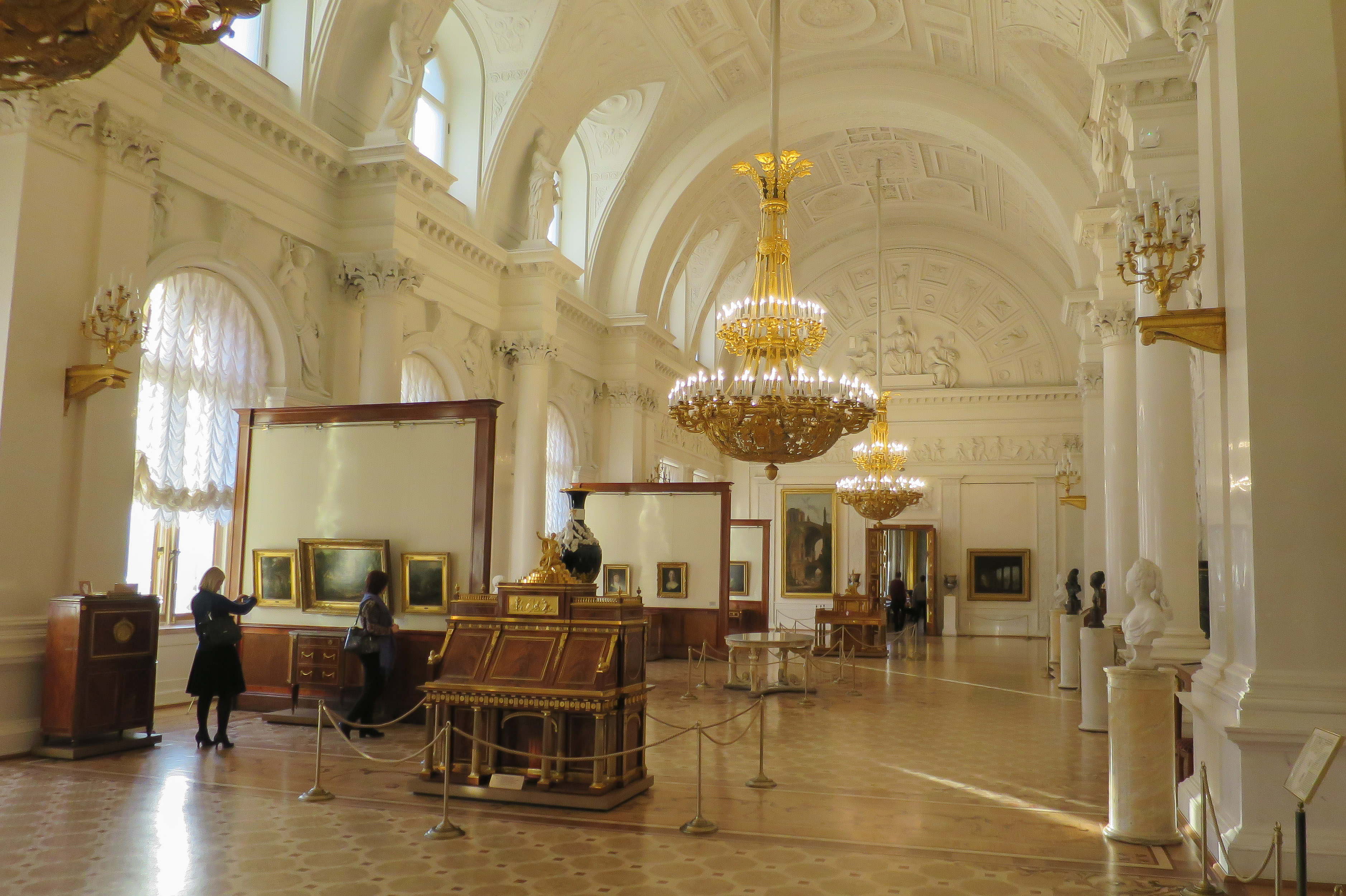
Общий вид Белого зала, 2015 г.

В скульптурном убранстве зала используется размещённая над колоннами круглая скульптура женских фигур, символизирующих различные виды искусства, и барельефные фигуры с изображениями богов Олимпа: Юноны и Юпитера, Дианы и Аполлона, Цереры и Меркурия, Весты и Нептуна. Фриз наполнен многочисленными фигурами путти: младенцы заняты играми, искусством, сельским трудом, охотой, военным делом. Скульптурный декор создавался как олицетворение  программы правления будущего  императора. Эффект восприятия монохромного зала также строится на сочетании различно обработанных поверхностей полированного мрамора и выбеленных лепных украшений. Рельефный орнамент, заключенный в геометрические обрамления, покрывает также люнеты и своды зала. Лепные работы выполняли скульптор Г. Троду, мастера И. Коев и братья И., П., Т. и Ф. Дылёвы. Скульптурные фигуры и барельефы изготовил скульптор И. Герман.
Изготовление камина с бронзовыми украшениями и «купленным у иностранца Чевелиоти» мраморным барельефом было поручено «художнику мраморного искусства Викентию Модерни».
В зале установлены позолоченные бронзовые бра-консоли, спасённые во время пожара, ранее украшавшие Овальный зал Марии Фёдоровны. Светильники выполнены в 1827 году мастером А. Гёде по рисунку О. Р. Монферрана.

## Экспозиция
В настоящее время в Белом зале экспонируются произведения искусства Франции периода неоклассицизма второй половины XVIII века: пейзажи Юбера Робера, портреты работы Ж.-Л. Вуаля, Луи Токке и М.-Л.-Э. Виже-Лебрен, Ваза севрского фарфора, а также мебель работы Давида Рёнтгена 1784—1807 годов.

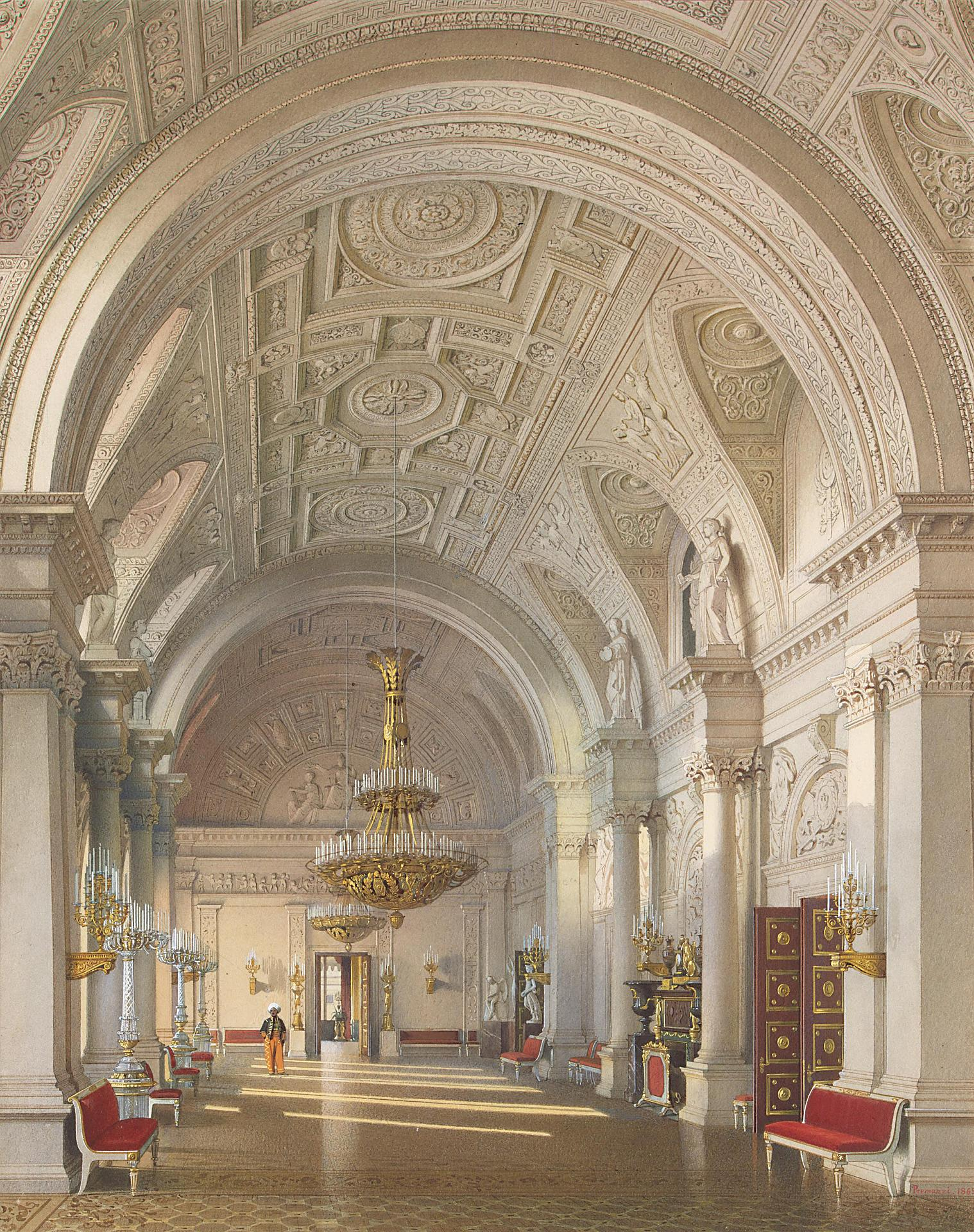
Премацци Л. Белый зал
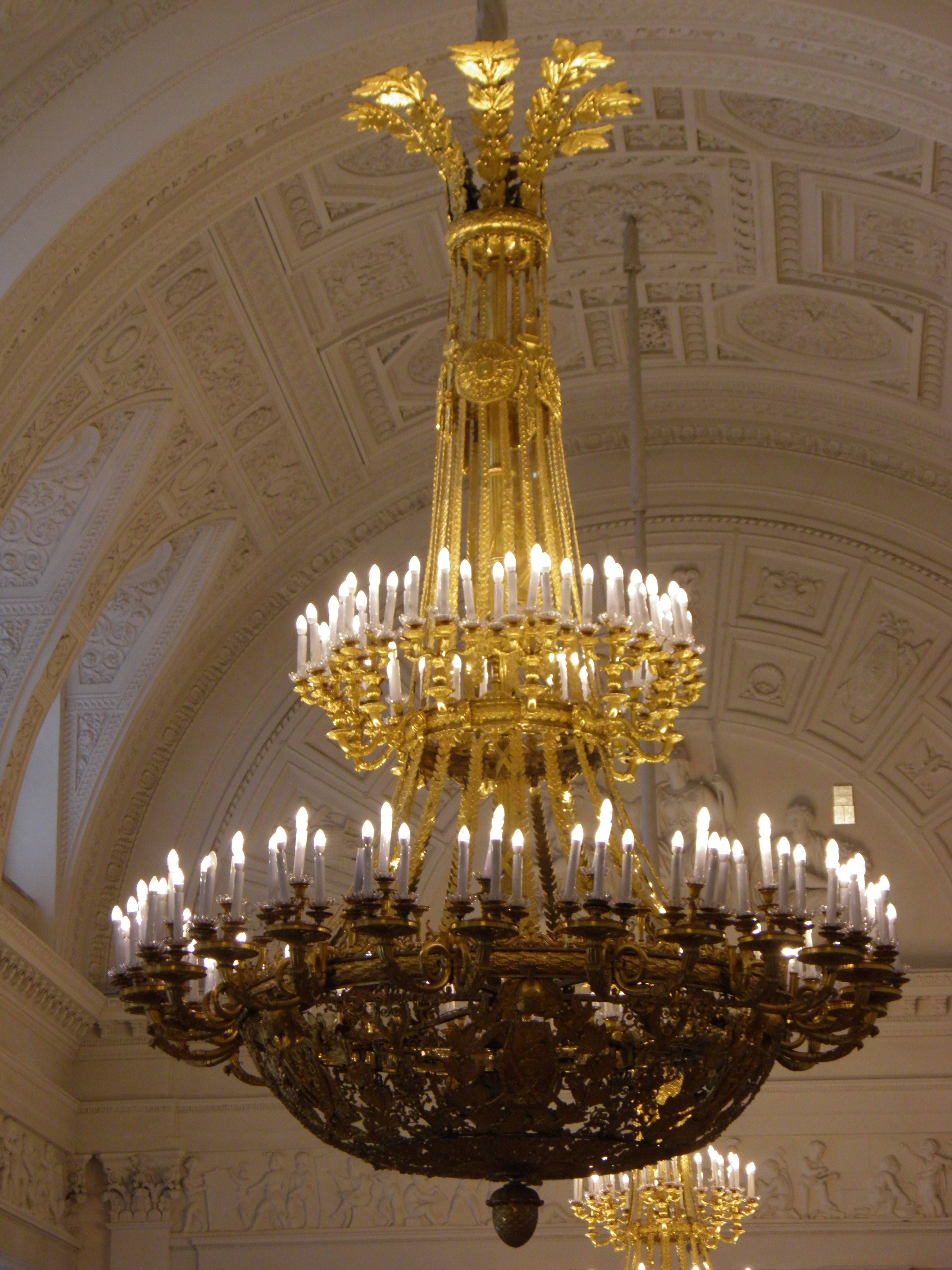
Люстра в Белом зале
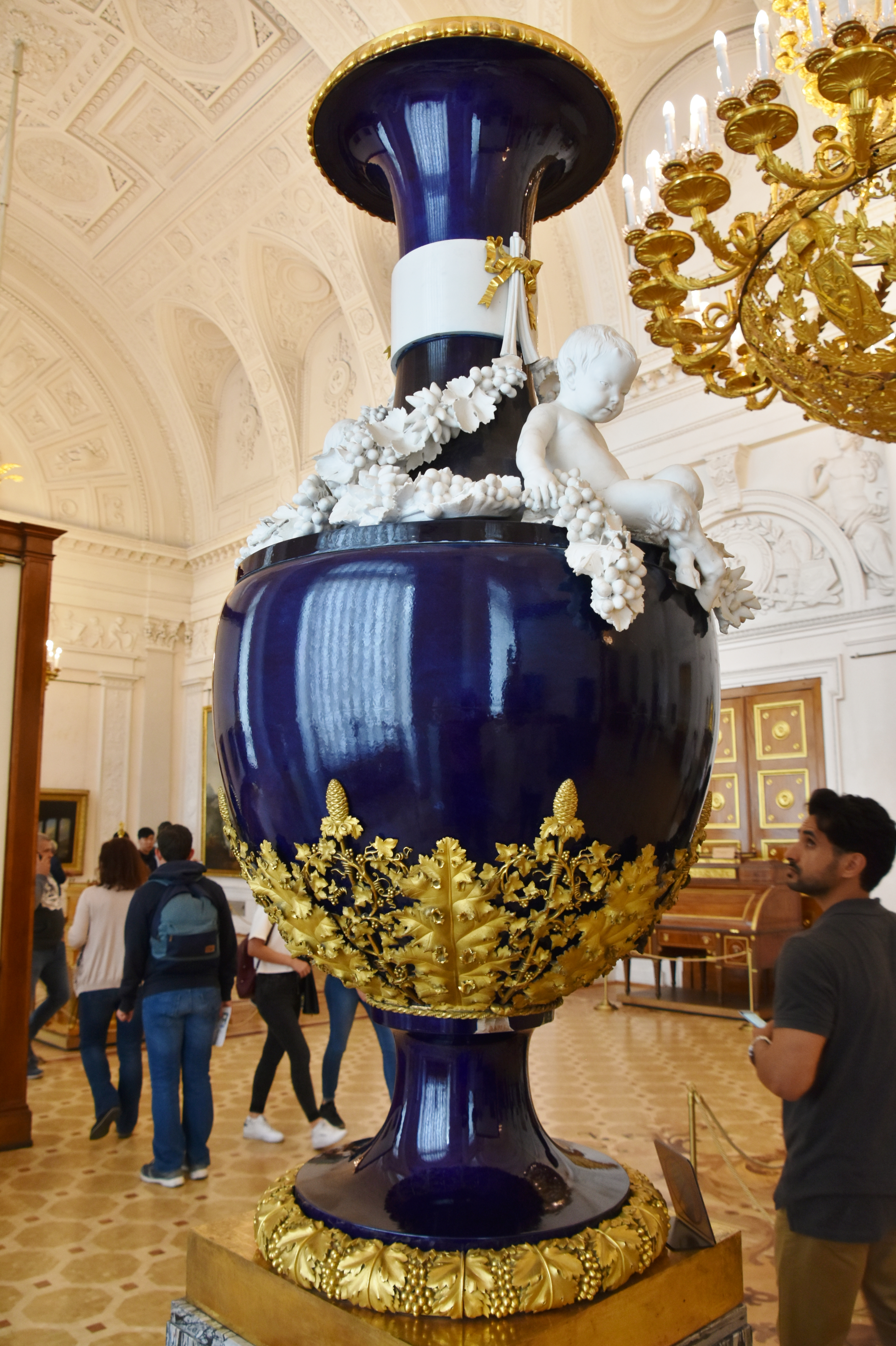
Ваза севрского фарфора, 1786 г.
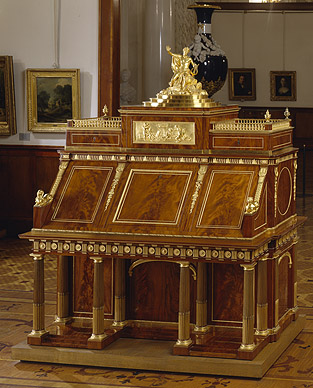
Бюро красного дерева, Д. Рентген, 1783 г.
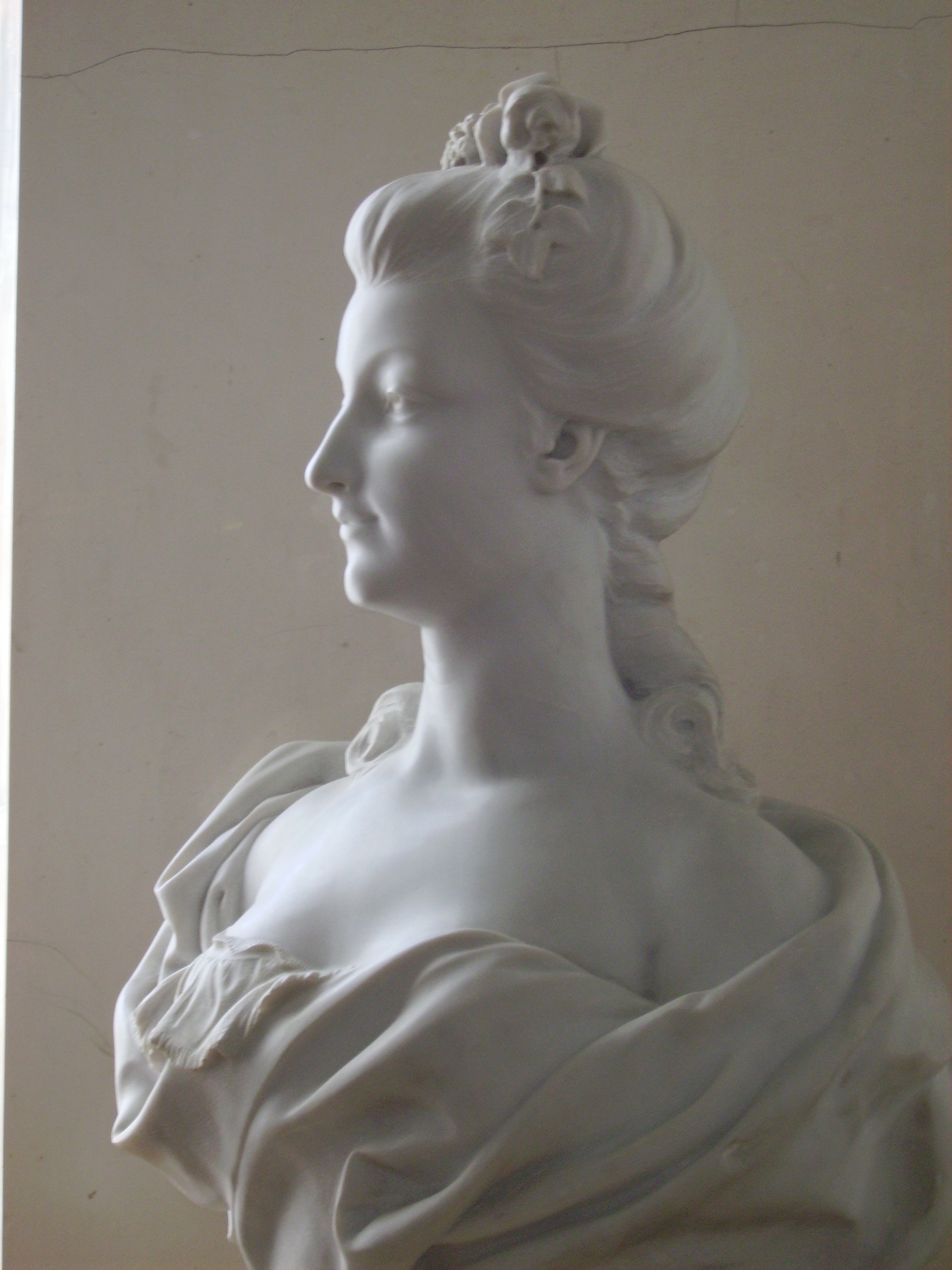
Робер. Пейзаж с водопадом,1773 г.